# Батарейка (селище)
Батарейка (рос. Батарейка) — селище в Темрюцькому районі Краснодарського краю. Входить до складу Запорізького сільського поселення.